# Кордыш, Леон Иосифович
Леон Иосифович Кордыш — советский физик-теоретик. Член-корреспондент Всеукраинской академии наук. Член Краковской академии наук. На Украине был почти единственным представителем теоретической физики. Исследования посвящены областям механики, акустики, спектроскопии, термодинамики, теории рентгеновых лучей, фотоэлектричества, теории электропроводности, сверхпроводимости, теории относительности, теории строения атома, теории квантов, квантовой механики и радиоактивности.

## Избранные публикации
Напечатано более 60 научных работ. Среди них:
- Геометрическое исследование ускорения точек твёрдого тела. 1900 г. 80 стр.
- Закономерности в спектрах. «Физический обозреватель». 1905 г.

## Критика
По мнению члена-корреспондента Петербургской академии наук О. Д. Хвольсона, Леон Иосифович был: 

одним из наиболее талантливых у нас специалистов по теоретической физике